# Andreas Seppi
Andreas Seppi (n. 21 februarie 1984, Bozen, Italia) este un jucător profesionist de tenis din Italia, clasat pe locul 98 în lume. Cea mai bună clasare a carierei a fost locul 18 mondial. A câștigat 3 titluri ATP la simplu.  

## Viața personală
Vorbește limba germană fluent.

## Legături externe
- Site oficial Arhivat în 19 iunie 2020, la Wayback Machine.
- en Andreas Seppi la Association of Tennis Professionals